# Bennaria chinai
Bennaria chinai är en insektsart som beskrevs av Nast 1950. Bennaria chinai ingår i släktet Bennaria och familjen kilstritar. Inga underarter finns listade i Catalogue of Life.